# Maciej Uliński
Maciej Uliński – polski filozof, dr hab. nauk humanistycznych, profesor Akademii Górniczo-Hutniczej im. Stanisława Staszica w Krakowie, gdzie pracuje w Katedrze Kulturoznawstwa i Filozofii na Wydziale Humanistycznym. 
Do zainteresowań naukowych Macieja Ulińskiego należą: etyka, filozofia seksu i filozofia społeczna. W 2001 roku opublikował książkę pt. Kobieta i mężczyzna, gdzie omawiał poglądy czołowych intelektualistów Zachodu na płeć. Praca ta spotkała się w świecie filozoficznym z dużym odzewem. Wypowiadali się na jej temat m.in. Monika Szczepaniak i dr Andrzej Waleszczyński  z Uniwersytetu Kardynała Stefana Wyszyńskiego w Warszawie.